# Hudson River School
La Hudson River School, talvolta citata come Scuola del fiume Hudson in italiano, fu un movimento artistico americano fiorito nella metà del XIX secolo grazie all'opera di un gruppo di paesaggisti influenzati dal romanticismo.
Il nome è dato dal fatto che la prima generazione di questi artisti usava dipingere nella valle del fiume Hudson e nelle zone circostanti. I pittori della seconda generazione di questa scuola ampliarono la loro attività oltre i limiti della valle dell'Hudson per includere altre località.
 I dipinti della Hudson River School riflettono tre temi importanti dell'America del XIX secolo: la scoperta, l'esplorazione e l'insediamento umano.
I loro dipinti, inoltre, rappresentano i paesaggi americani con un'impostazione pastorale, dove l'essere umano e la natura coesistono pacificamente.
I paesaggi della Hudson River School sono caratterizzati da un realistico, dettagliato, e talvolta idealizzato ritratto della natura, spesso contrapponendo alla pacifica agricoltura le zone disabitate restanti, allontanandosi velocemente dalla valle del fiume Hudson, così come veniva apprezzata per le sue qualità di imponenza e sublimità.
In generale, gli artisti della Hudson River School pensavano che la natura, nella forma dei paesaggi americani, fosse un'ineffabile manifestazione di Dio, variata dagli artisti in base alla loro convinzione religiosa. La loro ispirazione rimandava a maestri europei come Claude Lorrain, John Constable e William.Turner, condividendo la loro ammirazione per le bellezze naturali dell'America con gli scrittori loro contemporanei come Henry David Thoreau e Ralph Waldo Emerson.

## I più noti artisti dell'Hudson River School
- Albert Bierstadt (1830-1902)
- John William Casilear (1811-1893)
- Frederic Edwin Church (1826-1900)
- Thomas Cole (1801-1848)
- Samuel Colman (1832-1920)
- Jasper Francis Cropsey (1823-1900)
- Thomas Doughty (1793-1856)
- Asher Brown Durand (1796-1886)
- Robert Scott Duncanson (1821-1872)
- Sanford Robinson Gifford (1823-1880)
- James McDougal Hart (1828-1901)
- William Hart (1823-1894)
- William Stanley Haseltine (1835-1900)
- Martin Johnson Heade (1819-1904)
- Hermann Ottomar Herzog (1832-1932)
- Thomas Hill (1829-1908)
- David Johnson (1827-1908)
- John Frederick Kensett (1816-1872)
- Jervis McEntee (1828-1891)
- Louis Rémy Mignot (1831-1870)
- Thomas Moran (1837-1926)
- William Trost Richards (1833-1905)
- Robert Walter Weir (1803-1889)
- Worthington Whittredge (1820-1910)